# Natalie Mastracci
Natalie Mastracci (Welland, 5 giugno 1989) è una canottiera canadese, vice-campionessa olimpica nell'otto a Londra 2012.

## Biografia
Ha ottenuto la sua prima medaglia iridata ai mondiali di Bled 2011, vincendo l'argento nell'otto.
Ha rappresentato il Canada ai Giochi olimpici estivi di Londra 2012, dove ha vinto la medaglia d'argento nell'otto con Janine Hanson, Rachelle Viinberg, Krista Guloien, Lauren Wilkinson, Ashley Brzozowicz, Darcy Marquardt, Andréanne Morin, Lesley Thompson-Willie.
Ai mondiali di Chungju 2013 ha ottenuto l'argento nel 4 senza e il bronzo nell'otto, mentre ai quelli di Amsterdam 2014 e Aiguebelette-le-Lac 2015 ha conquistato rispettivamente l'argento e il bronzo nell'otto.
Ha fatto la sua seconda apparizione olimpica a Rio de Janeiro 2016, classificandosi 5ª nell'otto con Cristy Nurse, Antje Von Seydlitz-Kurzbach, Christine Roper, Lisa Roman, Susanne Grainger, Lauren Wilkinson, Caileigh Filmer e Lesley Thompson-Willie.

## Palmarès
- Giochi olimpici

Londra 2012: argento nell'otto;
- Mondiali

Bled 2011: argento nell'otto;
Chungju 2013: argento nel 4 senza; bronzo nell'otto;
Amsterdam 2014: argento nell'otto;
Aiguebelette-le-Lac 2015: bronzo nell'otto;